# 沃克風車廣場 (亞利桑那州)
沃克風車廣場（英語：Walker Place Windmill）是位於美國亞利桑那州亞瓦派縣的一個非建制地區。該地的面積和人口皆未知。

## 地理
沃克風車廣場
的座標為34°20′38″N 112°37′21″W / 34.34389°N 112.62250°W，而該地的平均海拔高度為1309米（即4295英尺）。